# Lindsey Wixson

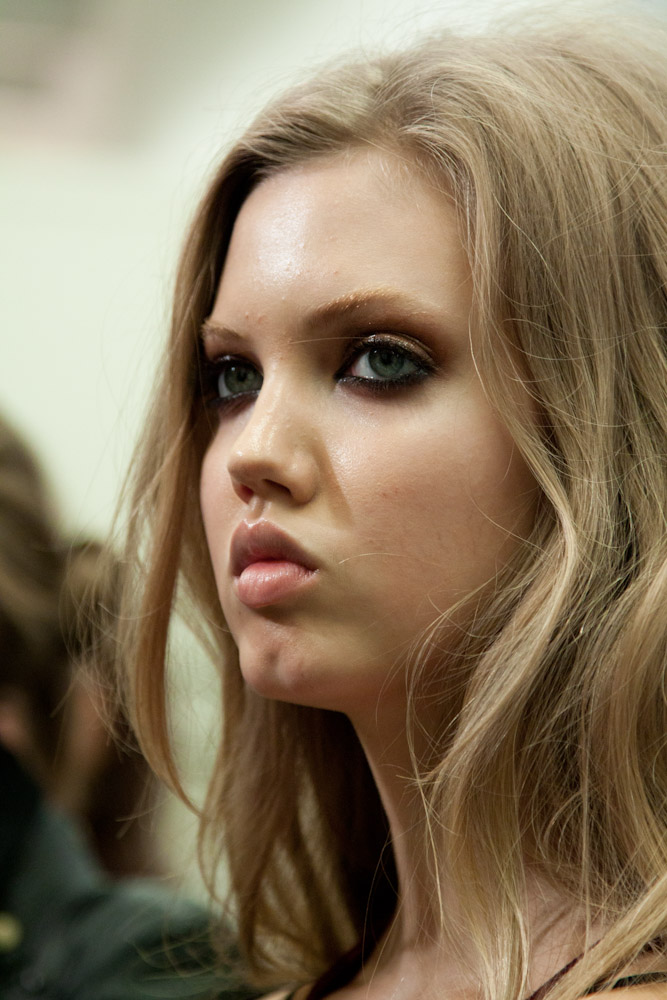
Lindsey Wixson

Lindsey Wixson (Wichita, 11 de abril de 1994) é uma top model norte-americana que já desfilou para as marcas Versace, Max Mara, Zac Posen, Missoni, Marc Jacobs, Miu Miu e Prada. Possui como principais características físicas, sua boca em formato de coração e um diastema nos dentes da frente.
No Brasil, já desfilou para a marca Alcaçuz em 2010.